# Dison Lisboa
Rudson Raimundo Honorio Lisboa, ou simplesmente Dison Lisboa (Goianinha, 02 de agosto de 1967) é um agrônomo e político brasileiro. Filiado ao PSD, atualmente é deputado estadual pelo Rio Grande do Norte. Dison Lsiboa faz parte da tradicional família política do agreste do RN, a família "Lisboa".

## Carreira política
Começou a carreira política em 1993, exercendo seu primeiro cargo como de chefe de gabinete do então Prefeito de Goianinha, seu tio, Rubens de Andrade Lisboa. 
No período de 1997 a 2000, exerceu o cargo de vice-prefeito, assumindo por 83 dias a Chefia do Poder Executivo Municipal, em razão do afastamento do então prefeito. No ano de 2000, foi eleito prefeito, sendo reeleito em 2004. Em sua gestão, foi restabelecido o crédito financeiro do município e como marca principal de sua administração reestruturou e ampliou a rede municipal de ensino, duplicando o número de salas de aula, realizou concurso público, construiu o Centro Administrativo e o Estádio Nazarenão
Em 2009, exerceu o cargo de assessor parlamentar, na Câmara dos Deputados, em Brasília, e no ano de 2012, elege-se vereador exercendo a Presidência da Câmara no biênio 2013-2014, tendo sido o único político, até os dias atuais, a exercer os cargos políticos de vereador, presidente da Câmara, vice-prefeito e prefeito. Em 2014, lançado candidato, e em apenas dois meses de campanha, foi eleito deputado estadual, na sua primeira disputa à Assembleia Legislativa, obtendo 26.618 votos pelo PSD.
Em 2008 e 2012, elegeu e reelegeu seu aliado político, Júnior Rocha Prefeito de Goianinha. E em 2016 elegeu seu irmão, Berg Lisboa Prefeito de Goianinha mantendo a tradição de seu grupo político.